# Фролов, Александр Вадимович
Александр Вадимович Фролов (род. 16 февраля 1952, Ленинград) — русский и израильский поэт и прозаик.

## Биография
Родился в 1952 г. в Ленинграде в семье профессиональных литераторов: отец — писатель Вадим Фролов, мать — журналист и писатель Евгения Фролова.
Окончил Ленинградский Политехнический с дипломом строителя-гидротехника.
Имел в жизни много профессий: был слесарем, телеграфистом, бетонщиком, плотником, проектировал плотины дальневосточных ГЭС, занимался реставрацией памятников архитектуры. Работал в различных театрах Санкт-Петербурга и в Санкт-Петербургской филармонии как главный инженер и заместитель директора, был техническим директором ряда замечательных театральных и музыкальных фестивалей. Работал заместителем директора Издательства «БЛИЦ» и техническим директором Театра Книги. Много лет руководил проектным кооперативом, где являлся и конструктором, и дизайнером, и архитектором, и сметчиком.
Первая публикация появилась в 1983 г. в журнале «Нева». Относит себя к тому кругу поэтов, который возник на базе литературного объединения А. С. Кушнера.
С 1995 года является членом Союза писателей Санкт-Петербурга и Союза российских писателей. Член Пен-клуба, Санкт-Петербургское отделение. Член неформального поэтического объединения "Пенсил-клуб".
С 2023 года живет в Израиле. Вторая жена - Лариса Мелихова, активист Диссернета.

## Творчество
Автор книг стихов:
- «Обратный отсчет» (Из трех книг) (Санкт-Петербург, 1993 г.)
- «Обстоятельства места» (Санкт-Петербург, 1998 г.)
- «Для кого этот росчерк?..» (Санкт-Петербург, 2003 г.)
- «Час совы» (Санкт-Петербург, 2009 г.)
- «… И другие стихи. Тщательно избранное за 33 года» (Санкт-Петербург, 2012).
- «Безымянный полустанок».  Стихи разных лет (Дорожная библиотека альманаха-навигатора «Паровоз». Москва, Союз российских писателей, 2017)
- «Избранные места из переписки». Стихи. Совместно с Вероникой Капустиной (Союз российских писателей, Санкт-Петербург, 2017)
- «Жить-то надо…». Самые разные рассказы. (Площадь искусств, Санкт-Петербург, 2017)
- «Картонное небо». Стихи разных лет. (Петрополис, Санкт-Петербург, 2022)

Автор текстов песен к мюзиклу «Айболит и Бармалей» (Санкт-Петербургский ТЮЗ, 2001 г.)
Стихи печатались в журналах «Нева»», «Звезда», «Аврора», «Новый мир», «Таллинн», «Крещатик», «Арион», «Молодой Ленинград», «День поэзии», «Колокол» и др., в том числе за рубежом - в США, Англии, Германии, Израиле, Китае, Украине, Киргизии, Египте. Стихи переведены на английский, китайский, киргизский, финский, французский, арабский языки. Рассказы печатались в журналах «Дружба народов», «Изящная словесность», «Новый берег», «Зинзивер», «Аврора» и других.
Участник международного конгресса поэтов (Санкт-Петербург, 1999 г.), многочисленных фестивалей  поэзии и выступлений в России (Санкт-Петербург, Москва, Казань, Калининград, Пенза, Тольятти и др.) и за рубежом (Финляндия, Украина, Канада, Латвия, Эстония, Египет).

## Награды
- Лауреат премии им. Н. Заболоцкого Петербургского литературного фестиваля за книгу «Для кого этот росчерк?..» (СПб, 2004)
- Диплом Союза российских писателей Международного литературного Тютчевского конкурса «Мыслящий тростник» (Москва, 2013)[3]
- Премия журнала «Звезда» за лучшую поэтическую публикацию 2015 г.[4]
- Лауреат Литературного конкурса им. Даниила Хармса «Четвероногая ворона», (СПб, 2016 и 2018)[5]
- Диплом победителя открытого областного конкурса прозаических миниатюр им. Ю.Н. Куранова (Калининград, 2022)[6]
- Диплом международной поэтической премии им. Анны Ахматовой за книгу «Картонное небо» (СПб, 2022)[7]